# Ithomia cotytto
Ithomia cotytto är en fjärilsart som beskrevs av Frederick DuCane Godman och Osbert Salvin 1879. Ithomia cotytto ingår i släktet Ithomia och familjen praktfjärilar. Inga underarter finns listade i Catalogue of Life.